# Char 2C
Char 2C nebo též FCM 2C byl francouzský supertěžký tank, vyvinutý v době 1. světové války. Vývoj tanku začal v roce 1916 a prototyp byl sestrojen roku 1917. Do konce války jeho sériová výroba nezačala, až po válce bylo dodáno pouze 10 z původně objednaných 300 kusů (výroba typu skončila v roce 1921). Přestože nezasáhl do bojů první světové války, ve výzbroji francouzské armády byl ještě na počátku 2. světové války. Ze služby byl vyřazen až po porážce Francie v roce 1940.
Trup krabicového tvaru měl pancíř silný 22–45 mm. Podvozek tvořila malá pojezdová kola, která byla zakryta pancířem. Uprostřed trupu byly dva motory Mercedes o výkonu 250 hp. Motory poháněly generátory, které napájely elektromotory. Tank nesl dvě věže. V přední věži, která se mohla otáčet v rozsahu 260°, byl umístěn kanón ráže 75 mm. V zadní věžičce byl kulomet. V přídi korby byl další kulomet a poslední dva kulomety byly v přední části boků korby. Pro všechny čtyři kulomety bylo k dispozici 10 000 kulometných nábojů a 150 nábojů pro kanón. Posádka byla dvanáctičlenná a tvořil ji velitel, řidič, mechanik, pomocník mechanika, elektrikář, střelec, nabíječ, radista a čtyři kulometčíci.
V době vypuknutí druhé světové války byly tanky Char 2C uložené v rezervě a již značně opotřebované. Musely být například vybaveny novými motory Maybach o výkonu 280 hp, pocházejícími původně z německé vzducholodě Dixmunde, jež Francie získala v rámci reparací. O jejich nasazení do boje se neuvažovalo až do skončení „podivné války“, kdy se francouzská armáda dostala do kritické situace. Při transportu do oblasti bojů však polovina obrovitých tanků uvázla na železnici a stroje musely být zničeny vlastní posádkou. Šestý kus Němci ukořistili nepoškozený, o osudu ostatních není nic známo.